# Franziska Troegner
Franziska Troegner (Berlín, 18 de julio de 1954) es una actriz alemana de cine y televisión.

## Biografía
Su padre fue el actor Werner Troegner.  De 1973 a 1976, estudió actuación en el Berliner Ensemble, donde fue miembro de la compañía hasta 1993. 
Es conocida por sus actuaciones en las películas Der Landarzt, En sus zapatos (1995) y Charlie y la fábrica de chocolate (2005).
Estuvo casada con el actor alemán Ulrich Thein hasta su fallecimiento en 1995. Habla tres idiomas: alemán, inglés y ruso.

## Filmografía destacada
| Año  | Título                            | Personaje           |
| ---- | --------------------------------- | ------------------- |
| 1989 | Der Bruch                         | Esposa de Mark Ward |
| 1992 | Der Erdnußmann                    | Margot              |
| 1992 | Der Brocken                       | Trude               |
| 2001 | Heidi M.                          | Jacqui              |
| 2005 | Charlie y la fábrica de chocolate | Sra. Gloop          |